# Mercedes Sánchez Guerrero
Mercedes Sánchez Guerrero (Utiel, 1955) és una treballadora social valenciana. Procedeix d'una familia lliderada per dones, que ha sigut afectada a la seua vida professional. Va estudiar educació primaria al col·legi de Santa Ana i els estudis de batxillerat a l'institut Utiel. Al finalitzar els estudis, es trasllada a València a estudiar Assistencia Social a l'escola diocesana.
La seua trajectòria laboral comença a 1976, iniciant les pràctiques en alcohol·lisme a l'Hospital Psiquiàtric de Bètera. En l'any 1981 participa a la creació i desenvolupament del primer centre urbà de rehabilitació de toxicòmans. Al 1982 s'integra al Servei d'alcohol·lisme i toxicomanies a l'Hospital Psiquiàtric de Bètera, on treballa fins a l'any 1986. Per altra banda forma part del programa d'acollida i valoració dels ingressos a la comunitat psicoterapèutica rural Casalanza sita a la llogaret de Los Cojos, en un projecte denominat Comunidad Terapeutica Los Vientos. Al 1986 comença a treballar a la Conselleria de Treball i Seguretat Social, participant en la creació del Servei d'Orientació en Drogodependencies, on va a estar inscrita fins a l'any 1992. Al periode de 2003 a 2007, es trasllada al Cap de Secció de Reinserció, en la Conselleria de Sanitat. Finalment, desde el 2018 fins a la seua jubilació, es trasllada a la Vicepresidencia i Conselleria d'Igualtat i Polítiques Inclusives, concretament a l'Institut Valencià de les Dones, com cap de Secció de Programes contra la Violència de Gènere.